# Cadea
Famille
Genre
Cadea est un genre d'amphisbènes de la famille des Cadeidae, le seul de la famille Cadeidae.

## Répartition
Les deux espèces de ce genre sont endémiques de l'île de Cuba.

## Description
Elles se caractérisent par une absence de pattes.

## Liste des espèces
Selon The Reptile Database (20 juil. 2011) :
- Cadea blanoides Stejneger, 1916
- Cadea palirostrata Dickerson, 1916

## Publications originales
- (en) Gray, 1844 : Catalogue of Tortoises, Crocodilians, and Amphisbaenians in the Collection of the British Museum. British Museum (Natural History), London, p. 1-80 (texte intégral).
- (en) Vidal, Azvolinsky, Cruaud & Hedges, 2007 : Origin of tropical American burrowing reptiles by transatlantic rafting. Biology Letters (texte intégral).